# Bring the Boys Back Home
Bring the Boys Back Home – piosenka z 1979 roku nagrana przez brytyjski zespół Pink Floyd, którą wydano na albumie koncepcyjnym, będącym operą rockową, The Wall (1979). Utwór opublikowano też na stronie B singla „When the Tigers Broke Free”.
Jak stwierdził Roger Waters utwór ten najpełniej przedstawia główny, przewodni problem poruszany w utworach zawartych na albumie – jedność. W tym momencie Pink zaczyna już zdawać sobie sprawę, że tylko zjednoczenie może ocalić świat – a już z pewnością jego samego. Mimo że odkrywa remedium na swoje problemy, nie jest w stanie zastosować go w praktyce i ulega swemu pogarszającemu się stanowi psychicznemu siedząc w hotelowym pokoju i pogrążając się coraz głębiej we własnym świecie. Jest to przyczyną pojawienia się w „Comfortably Numb” postaci Doktora.

## W filmie
Wersja filmowa różni się od oryginalnej długością (jest dłuższa niż na płycie, ale krótsza niż na singlu) oraz wokalami – w wersji z albumu te partie wykonał Waters, a w filmie zaśpiewał chór.
W Ścianie piosenka jest tłem do tego, jak młody bohater z albumu koncepcyjnego, Pink, wychodzi powitać wracających z wojny żołnierzy tylko po to, by odkryć, że jego ojca nie ma wśród nich. Ludzie wokół niego są szczęśliwi i witają swoich najbliższych. Pod koniec utworu orkiestra cichnie ustępując miejsca głosom z przeszłości, obudzonym wspomnieniom wydarzeń, które doprowadziły Pinka do psychicznej izolacji: nauczycielowi z „The Happiest Days of Our Lives”, telefonistce z „Young Lust” i groupie z „One of My Turns”.
W końcówkę utworu wpleciono chór śpiewający partie pochodzące z pierwszej połowy „Is There Anybody Out There?”. W ostatnich sekundach słychać jeszcze głos menedżera wołającego Time to go! (ang. „Czas już iść [na koncert]!”), a także szaleńczy śmiech bohatera. Potem następuje chwila ciszy sugerująca, że Pink stracił świadomość.

## Wykonawcy
- Roger Waters – wokale
- Joe Porcaro – werble
- Grupa Blue Ocean – werble
- Opera Nowojorska – chór
- Orkiestra Nowojorska – smyczki